# 千山

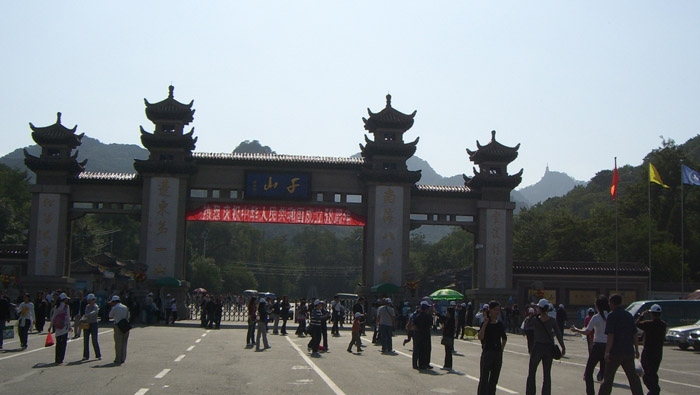
中国・鞍山の千山風景区（入口）

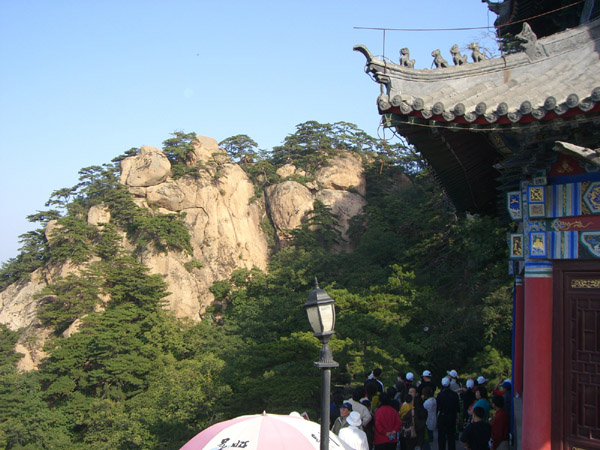
中国・鞍山の千山風景区（景色）

千山（せんざん、Qian Shan、満州語: minggan alin）は、中華人民共和国遼寧省鞍山市の南東18kmの山地である。中国東北部の三大名山のひとつである。中華人民共和国国家級風景名勝区（1982年認定）、中国の5A級観光地（2017年認定）。

## 概要
古くは積翠山と呼ばれていた。またの名を千頂山・千華山・千朶蓮花山と呼び、峰の数が999あるといわれ、千に限りなく近いため千山と名づけられたといわれる。長白山脈の支脈である千山山脈の中にあり、これは遼寧省の東北から南西に向かって、遼陽市・海城市・蓋州市・岫巖満族自治県・金州区まで実に長く200数kmにおよぶ。
主峰は鞍山市東南に位置して、海抜708.3m。主峰を核にして奇岩がおりなし名勝が多い。国家AAAA級で千山風景区と呼ばれ、中南部景区・大仏景区・西海景区・御覧山景区にわかれていて、その景色は「東北明珠」と称えられている。
名勝古跡は200箇所以上を数える。中国の仏教五大聖地の一つで、今から1400年ほど昔の北魏の時代の足跡が残っており、隋・唐の時代には廟が建てられている。祖越寺・龍泉寺・香岩寺・中会寺などの7つの寺があり、一日中焼香が絶えず、深山に鐘の音が響く。廟の一つ南泉庵の対面300m先の高さ70mの岩山が弥勒菩薩に見えることから、中国仏教協会長の趙朴初師が「千山弥勒大仏」と名付けて1993年に「開眼」供養したもので、中国三大巨仏の一つ（他は四川省の楽山大仏、香港の天壇大仏）としていて、千山大仏節は毎年6月6日に行われる。清代に道教が入ってきて、無量観など12つの観（道教寺院）や財福宮など9つの殿堂、10つの庵のを有する。
中国東北部の三大名山のひとつで、他は長白山と医巫閭山である。遼寧省四大名山のひとつで、他は長白山、医巫閭山、薬山（岫巖満族自治県）である。
中国全土の森林割合は13%と非常に少ないが、千山の森林割合は、97%に達し多くの樹木が茂り、たくさんの花が咲き、多くの動物が生息する。

## 写真集

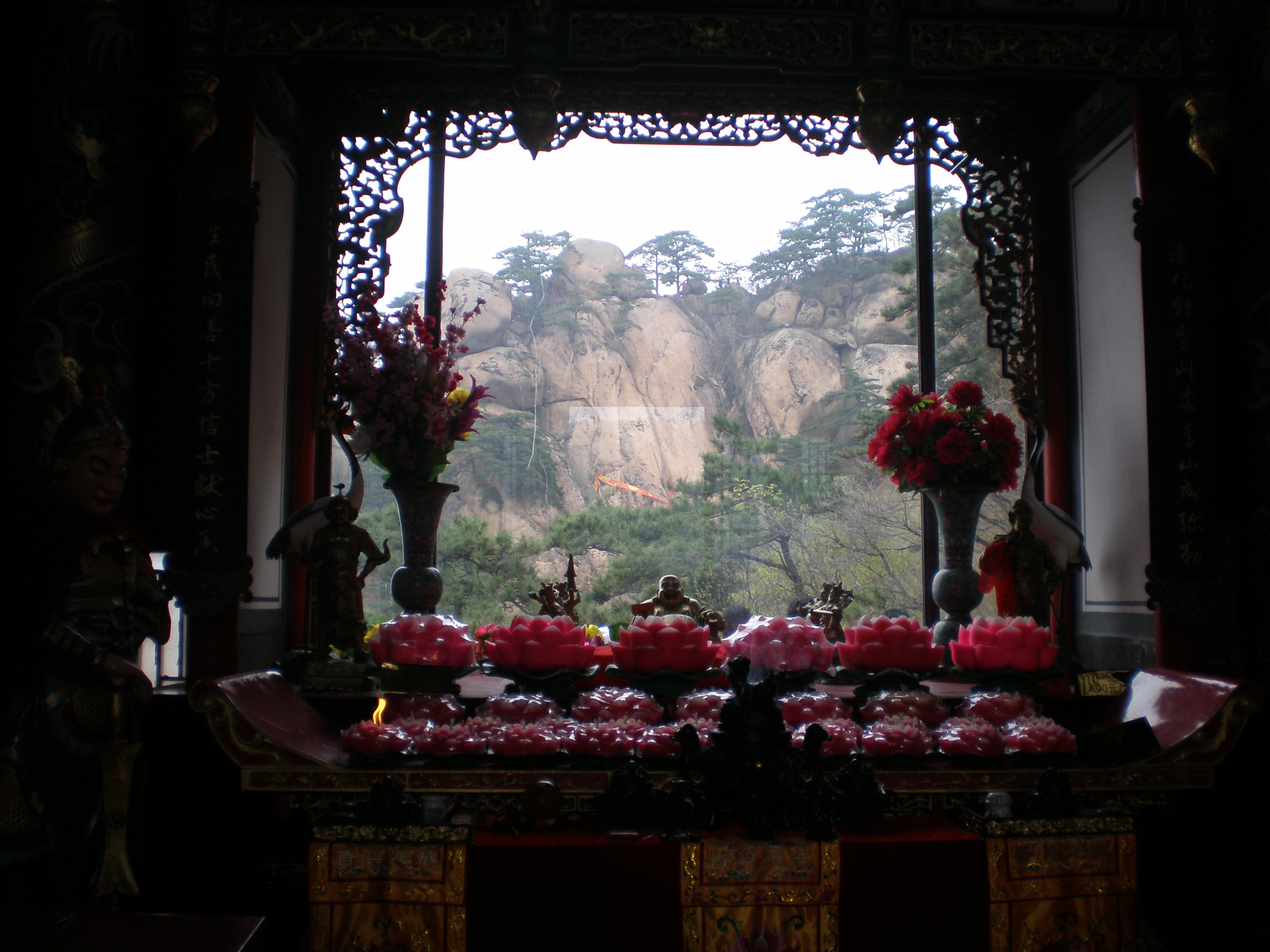
南泉庵の窓からよく見える「千山弥勒大仏」は、自然の大きな岩山
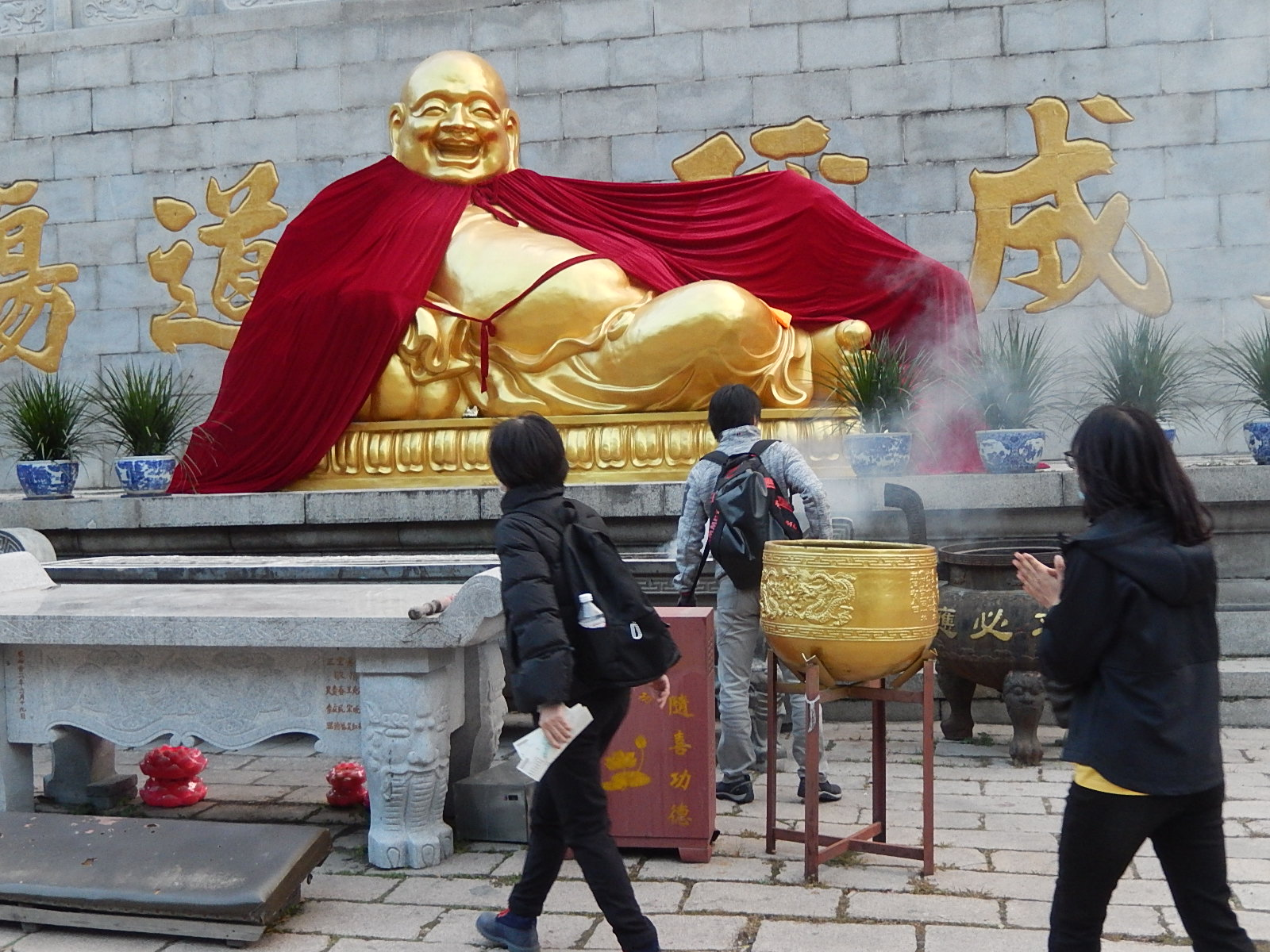
龍華堂前広場の布袋様は人気がある